# Ayaz Mutallibov
Ayaz Niyazi oglu Mutallibov (em azeri: Ayaz Niyazi oğlu Mütəllibov; Baku, 12 de maio de 1938 – Baku 27 de março de 2022) foi o último líder da República Socialista Soviética do Azerbaijão e o primeiro presidente da República do Azerbaijão independente. Governou entre 1991 e 1992. Morreu aos 83 anos em 2022.